# 노래 만들기
《노래 만들기》는 MBC에서 1995년 3월 1일부터 1995년 3월 2일까지 방영된 3.1절 특집 드라마이다. 다국적 음반회사에 소속된 한 인기가수를 통해 대중음악의 표절 문제를 집중 조명하였다. 1994년 8.15 특집 드라마로 방영된 《영화 만들기》에 이어 만들진 연작 형태의 드라마이기도 하다.

## 줄거리
다국적 음반회사가 한국 진출하여 처음 키워낸 대중 스타 한요섭의 노래가 1994년 연말의 최대 히트곡으로 떠오르자 국내 음반시장에 그 영향력을 확대해 나간다. 3년 만에 독일 유학을 마치고 돌아온 민상철은 음악대학 동기였던 한요섭의 대중적 인기에 놀란다. 음악 전문지 기자 선미는 특집 기사를 취재하던 중 요섭의 음악에 표절 의혹이 있음을 기사로 쓰지만 데스크의 반대로 사실을 알리는 데 실패한다. 선미는 취재하기 위해 만난 상철이 요섭의 친구임을 알고 표절 의혹에 대해 털어놓는다. 요섭의 음반을 면밀히 들어보던 상철은 대학 시절 학교 방송실에서 들었던 일본 음반에 수록된 노래의 멜로디인 것을 알고, 즉시 확인하지만 이미 오래 전에 요섭이 대출해간 뒤 아직도 반납되지 않고 있는 상태임을 확인한다.
D&F 프로덕션에서 사운을 걸고 제작하는 광복 50주년 특집극 "하늘과 바람과 - 별과 시"의 주제곡을 만들어달라는 의뢰가 한요섭에게 들어오며 음반회사는 축제 분위기가 된다. 신인 공모를 통해 윤동주 역으로 뽑힌 주수현은 정말 윤동주가 살아 오기라도 한듯 열연하고, 촬영 틈틈이 우상이었던 요섭에게 다가가 관심을 표시하나 요섭은 차가울 뿐이다. 그러나 요섭은 주수현의 촬영 현장을 멀리서 지켜보는 주수현의 누나 영애에겐 강한 관심을 갖는다. 상철은 요섭과 선미와 함께 술을 마시게 되고, 윤동주에게 심취했던 시절을 얘기하며 적어도 이번 특집극에서 만큼은 그를 욕되게 하지 말라고 요섭에게 충고한다. 특집극 촬영은 막바지에 이르렀지만 음악이 나오지를 않자 감독은 요섭을 닥달하기 시작하고, 시간에 쫓긴 요섭은 심혈을 기울여 주제곡을 만들려 하나 마음대로 되질 않는다. 하지만 요섭에게 연민의 정을 느낀 선미와, 끝까지 요섭에 대한 우정을 간직한 상철은 요섭을 돕게 된다.

## 출연진
- 남경주 : 한요섭 역 - 인기 가수
- 이효정 : 민상철 역 - 요섭의 친구
- 염정아 : 선미 역 - 음악 전문지 기자
- 안재욱 : 주수현 역 - 탤런트, 광복 50주년 특집극 "하늘과 바람과 - 별과 시"에서 윤동주 역을 맡음.
- 이주영
- 손창호

## 이모저모
- 당초 주인공 역은 한요섭에는 가수 심신이 출연하기로 되어 있었으나 대마초 상습흡연 혐의로 구속됨에 따라 뮤지컬 배우 남경주로 교체되었다.[3]
- 당시 드라마에 사용된 주제곡 푸른안개의 거리는 X-japan의 (Silent Jelousy)를 토대로 서울대 작곡과 황성호 교수가 만들었다